# ناحیه شمپین، شهرستان شمپین، ایلینوی
ناحیه شمپین، شهرستان شمپین، ایلینوی (به انگلیسی: Champaign Township) یک منطقهٔ مسکونی در ایالات متحده آمریکا است که در شهرستان شمپین، ایلینوی واقع شده‌است. ناحیه شمپین ۱۰٬۸۳۴ نفر جمعیت دارد و ۲۱۸ متر بالاتر از سطح دریا واقع شده‌است.